# Hermann Jacoby
Carl Johann Hermann Jacoby (* 30. Dezember 1836 in Berlin; † 18. Mai 1917 in Königsberg) war ein evangelischer Theologe.
Hermann Jacoby war der Sohn des Berliner Oberlehrers Johannes Jacoby und der Dorothea Goetzke. Nach dem Besuch des Berliner Friedrich-Wilhelm-Gymnasiums studierte er Theologie in Berlin. Anschließend besuchte er das Predigerseminar in Wittenberg. Von 1859 bis 1864 war er Gymnasiallehrer in Landsberg a. W. und in Stendal. In Stendal wirkte er gleichzeitig als Domhilfsprediger. Von 1866 bis 1868 war er als Diakonus in Schloss Heldrungen tätig.
1868 wurde Jacoby als ordentlicher Professor der praktischen Theologie an die Universität Königsberg berufen; ab 1871 war er gleichzeitig Universitätsprediger. Seit 1891 war Jacoby Mitglied des Konsistoriums und Konsistorialrat. 1896/97 wurde er Rektor der Universität Königsberg. 1912 trat Jacoby in den Ruhestand.
Jacoby war seit 1877 mit Paula, geb. Goltz (1856–1913) verheiratet; sein Sohn war der Philosoph Günther Jacoby (1881–1969).

## Veröffentlichungen
- Zwei evangelische Lebensbilder aus der katholischen Kirche (Fürstin Gallitzin und Bischof Sailer, Bielefeld 1864).
- Die Liturgik der Reformatoren (2 Bde., Gotha 1871/76).
- Die Gestalt des evangelischen Hauptgottesdienstes (Gotha 1879).
- Allgemeine Pädagogik auf Grund der christlichen Ethik (Gotha 1883).
- Luthers vorreformatorische Predigt (Königsberg 1883).
- Der erste Brief des Apostels Johannes in Predigten ausgelegt (Leipzig 1891).
- Neutestamentliche Ethik (Königsberg 1899).
- Die Autorität und der Protestantismus, Vortrag gehalten in Königsberg 1911 (Königsberg 1912)